# Cheritra sabanga
Cheritra sabanga är en fjärilsart som beskrevs av Lambertus Johannes Toxopeus 1929. Cheritra sabanga ingår i släktet Cheritra och familjen juvelvingar. Inga underarter finns listade i Catalogue of Life.